# قيادة التصميم
قيادة التصميم هو مفهوم متكامل مع إدارة التصميمات. ففي الواقع، غالبًا ما يعمل مديرو التصميمات داخل الشركات في مجال قيادة التصميمات وكذلك يعمل قائدو التصميمات في مجال إدارة التصميمات. ورغم ذلك، فإن كلا المصطلحين مختلفان عن بعضهما.
ويمكن تعريف قيادة التصميمات بالقيادة التي تستحدث حلول تصميم مبتكرة. يعرّف تيرنر Turner قيادة التصميمات من خلال إضافة ثلاثة جوانب إضافية لقيادة التصميمات،
- الاختلاف في القيادة من خلال التصميمات،
- قيادة التصميمات الباقية بمرور الوقت و
- الإقرار بحدوث إنجازات من خلال التصميم.

يفرّق تيرنر[1] بين المسؤوليات الأساسية لقيادة التصميمات في الأنشطة الستة التالية:
- وضع رؤية للمستقبل
- الإقرار بالهدف الإستراتيجي
- توجيه استثمار التصميمات
- إدارة سمعة الشركة
- إنشاء ورعاية بيئة الابتكار
- التدريب على قيادة التصميم

## كتابات أخرى
- Goleman, D.: What makes a leader? Harvard Business Review 1998, Vol.76, No.9
- McBride, M.: Design Management: Future Forward. Design Management Review Summer 2007;
- Mullins, L.J.: Management and organisational behavior. (Pitman Publishing) 2004. ISBN 0-273-60039-7
- Turner, R., Topalian, A.: Core responsibilities of design leaders in commercially demanding environments. 2002, Inaugural presentation at the Design Leadership Forum.
- Zaleznik, A.: Managers and Leaders: Are They Different?. Harvard Business Review 2000, Vol. 82 No.1